# Avallon
Avallon es una localidad y comuna francesa, situada en la región de Borgoña, en el departamento de Yonne. Es la subprefectura del distrito y la cabecera del cantón homónimos.

## Geografía
Se encuentra en el valle del río Cousin. Dispone de acceso a la autopista A6 -que se encuentra a 8 km al este- así como de estación de ferrocarril y de un aeródromo.

## Historia
El lugar fue ocupado por un castrum galo, del pueblo eduo (en latín haedui). Luego se convirtió en una ciudad galorromana al borde de la Vía Agrippa entre Lyon y Boulogne sur Mer.
Durante la Edad Media fue una importante plaza fuerte.

## Demografía
| 1936                                                     | 1954 | 1962 | 1968 | 1975 | 1982 | 1990 | 1999 |
| -------------------------------------------------------- | ---- | ---- | ---- | ---- | ---- | ---- | ---- |
| 5848                                                     | 5497 | 5976 | 6846 | 8814 | 8904 | 8617 | 8217 |
| Cifra a partir de 1962 : Population sans doubles comptes |      |      |      |      |      |      |      |

## Lugares y monumentos
- Avallon conserva numerosos elementos de fortificaciones establecidas hasta el siglo XVII, ya que se trataba de una plaza fuerte de cierta importancia. Vauban intervino en la mejora de los elementos defensivos.

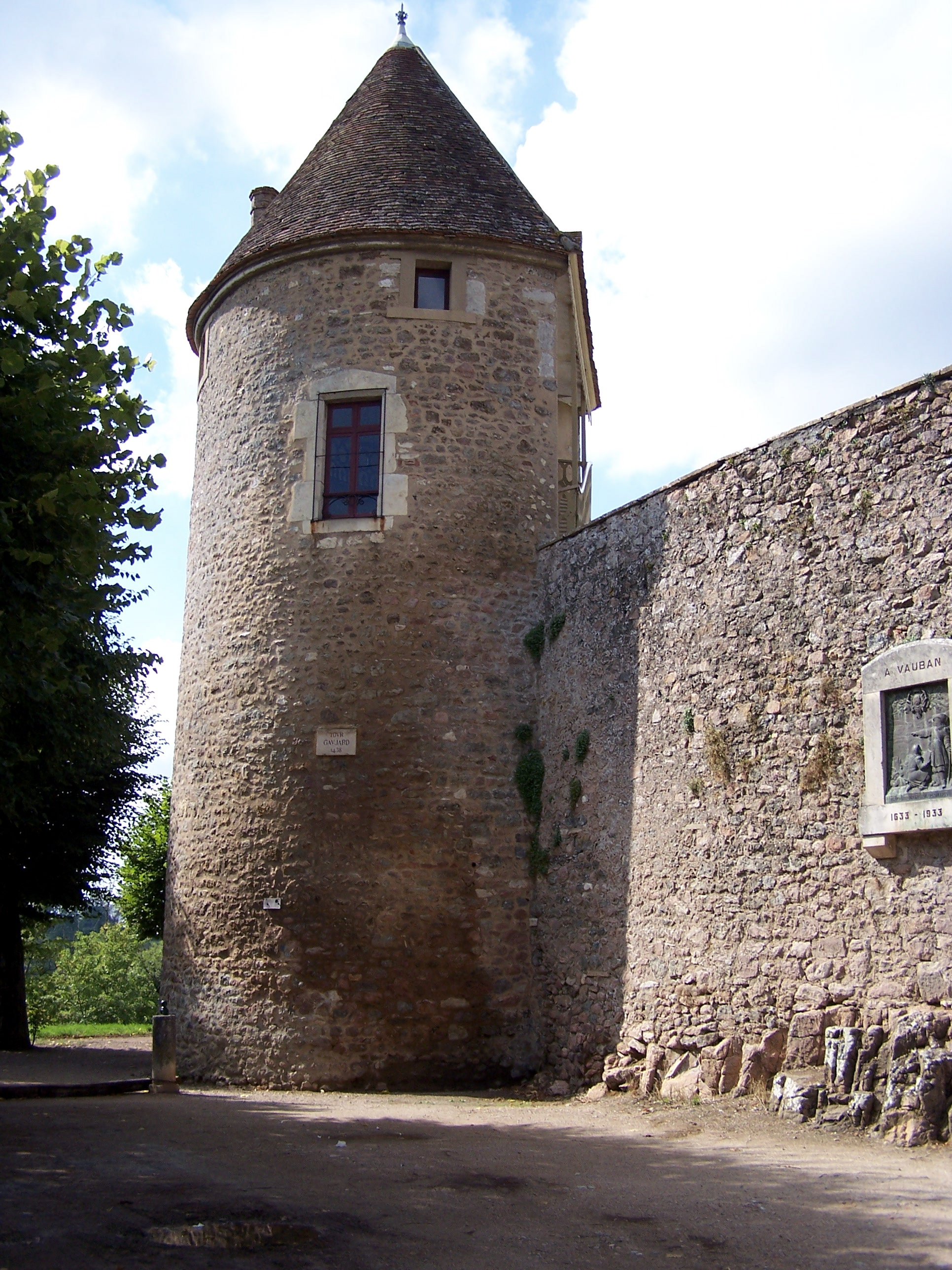
Tour Gaujard, 1438.

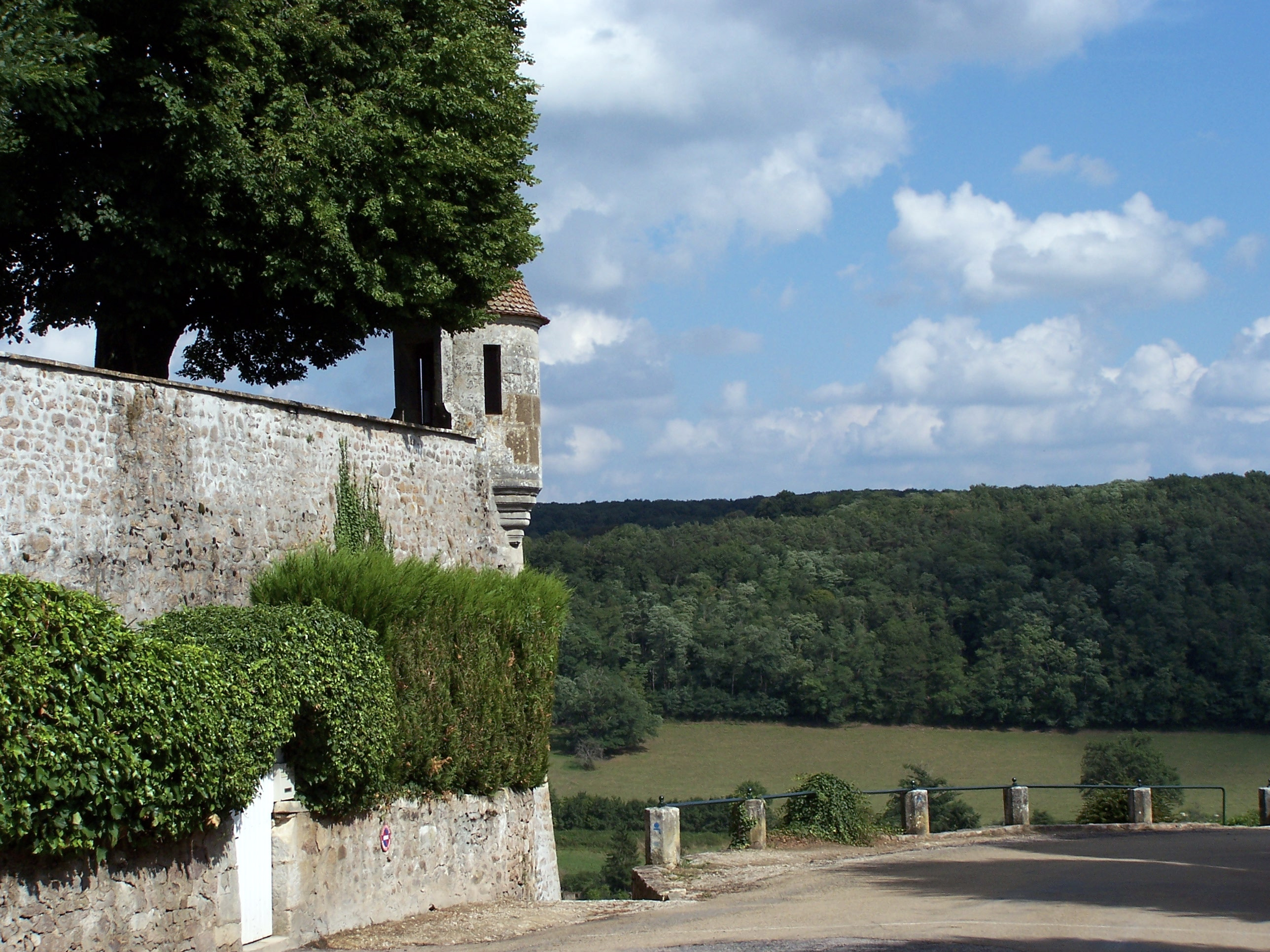
Bastión de la petite porte, 1590.

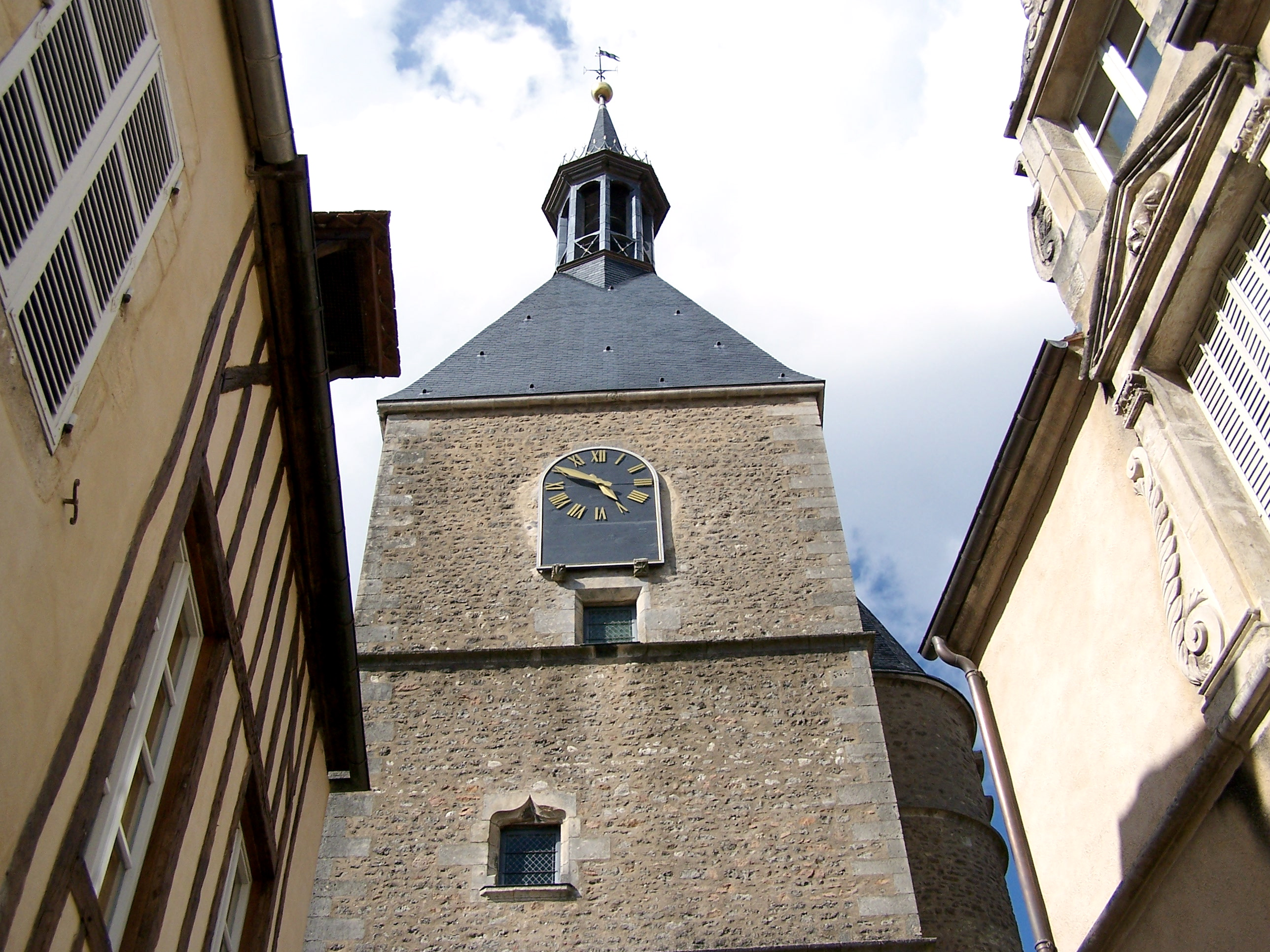

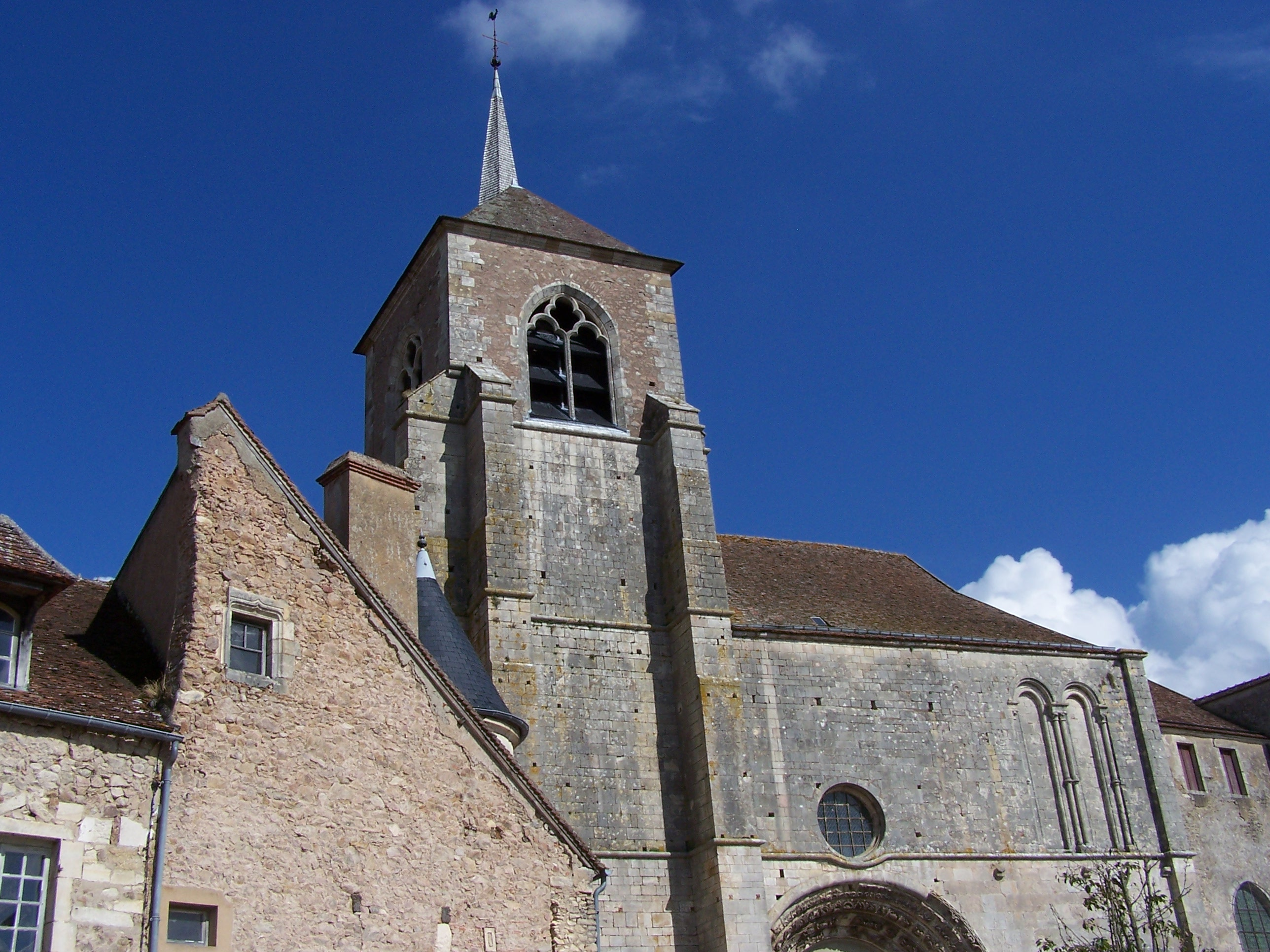
Iglesia de St-Lazare.

- Iglesias de Saint-Lazare y Saint-Martin

## Hermanamientos
- Pepinster (Bélgica)
- Cochem (Alemania)
- Tenterden (Reino Unido)
- Saku (Japón)

## Diversos
- Se puede confundir con la isla de Avalón, de la leyenda artúrica